# 사할린밭쥐
사할린밭쥐(Microtus sachalinensis)는 밭쥐속에 속하는 설치류의 일종이다. 러시아에서만 발견된다.

## 생태
몸무게는 최대 10kg이다. 암컷은 따뜻한 계절 동안 한 번에 4~7마리의 새끼를 최대 두 번까지 낳는다.

## 분포 및 서식지
러시아 사할린섬 북부와 중부 지역에서 발견된다.